# فیلم‌شناسی لی جونگ سوک
لی جونگ سوک (کره‌ای: 이종석؛ زادهٔ ۱۴ سپتامبر ۱۹۸۹) بازیگر و مدل اهل کره جنوبی است. او نخستین بار در سال ۲۰۰۵ به عنوان مدل حرفهٔ خود را آغاز کرد و به جوان‌ترین مدل هفتهٔ مد سئول تبدیل شد. بازی در مدرسه ۲۰۱۳ (۲۰۱۲) برای وی دستاورد بزرگی بود. او همچنین به خاطر ایفای نقش در می‌توانم صدایت را بشنوم (۲۰۱۳)، دکتر غریبه (۲۰۱۴)، پینوکیو (۲۰۱۴)، پینوکیو (۲۰۱۶)، وقتی تو خواب بودی (۲۰۱۷)، عشق یک کتاب پاداش است (۲۰۱۹) و دهن لق (۲۰۲۲) شناخته می‌شود.

## فیلم
| سال  | عنوان                | نقش                   | توضیحات      | منابع       |
| ---- | -------------------- | --------------------- | ------------ | ----------- |
| ۲۰۰۵ | همدردی               | لی هان سول            |              |             |
| ۲۰۱۰ | روح                  | بک هیون ووک           |              |             |
| ۲۰۱۲ | مثل یک تیم           | چوی کیونگ سوب         |              | [ ۱ ]       |
| ۲۰۱۲ | عقاب سیاه            | ستوان اول جی سوک هیون |              | [ ۲ ]       |
| ۲۰۱۳ | چهره‌خوان             | کیم جین هیونگ         |              | [ ۳ ]       |
| ۲۰۱۳ | بدون تنفس            | جونگ وو سانگ          |              | [ ۴ ]       |
| ۲۰۱۴ | جوانان خون‌گرم        | کانگ جونگ گیل         |              | [ ۵ ] [ ۶ ] |
| ۲۰۱۷ | وی‌آی‌پی               | کیم گوانگ ایل         |              | [ ۷ ] [ ۸ ] |
| ۲۰۲۲ | جادوگر: بخش ۲. دیگری | جانگ                  | حضور افتخاری | [ ۹ ]       |
| ۲۰۲۲ | دسی‌بل                | جونگ ته سونگ          |              | [ ۱۰ ]      |

## مجموعه تلویزیونی
| سال       | عنوان                     | نقش                      | توضیحات                | منابع                |
| --------- | ------------------------- | ------------------------ | ---------------------- | -------------------- |
| ۲۰۱۰      | پرنسس دادستان             | لی وو هیون               |                        | [ ۱۱ ]               |
| ۲۰۱۰–۲۰۱۱ | باغ مخفی                  | هان ته سون               |                        | [ ۱۲ ]               |
| ۲۰۱۱–۲۰۱۲ | ضربه عالی انتقام پاکوتاه  | آن جونگ سوک              |                        | [ ۱۳ ] [ ۱۴ ]        |
| ۲۰۱۲      | زیباترین لحظه‌های من       | یون جونگ هیوک            | درامای ویژه کی‌بی‌اس     | [ ۱۵ ]               |
| ۲۰۱۲–۲۰۱۳ | مدرسه ۲۰۱۳                | گو نام سون               |                        | [ ۱۶ ] [ ۱۷ ]        |
| ۲۰۱۳      | می‌توانم صدایت را بشنوم    | پارک سو ها               |                        | [ ۱۸ ]               |
| ۲۰۱۳      | ستاره سیب‌زمینی ۲۰۱۳کیوآر۳ | جونگ سوک                 | حضور افتخاری (قسمت ۱۵) | [ ۱۹ ]               |
| ۲۰۱۴      | دکتر غریبه                | پارک هون                 |                        | [ ۲۰ ]               |
| ۲۰۱۴–۲۰۱۵ | پینوکیو                   | چوی دال پو / کی ها میونگ |                        | [ ۲۱ ] [ ۲۲ ]        |
| ۲۰۱۶      | دابلیو                    | کانگ چول                 |                        | [ ۲۳ ] [ ۲۴ ]        |
| ۲۰۱۶      | شب پرستاره گوهو           | سونگ ده کی               | حضور افتخاری (قسمت ۵)  | [ ۲۵ ]               |
| ۲۰۱۶      | پری وزنه‌برداری کیم بوک‌جو  | جونگ سوک                 | حضور افتخاری (قسمت ۲)  | [ ۲۶ ]               |
| ۲۰۱۷      | وقتی تو خواب بودی         | جونگ جه چان              |                        | [ ۲۷ ] [ ۲۸ ]        |
| ۲۰۱۸      | آهنگ مرگ                  | کیم وو جین               | درام ویژه              | [ ۲۹ ] [ ۳۰ ]        |
| ۲۰۱۹      | عشق یک کتاب پاداش است     | چا اون هو                |                        | [ ۳۱ ] [ ۳۲ ] [ ۳۳ ] |
| ۲۰۲۲      | دهن لق                    | پارک چانگ هو             |                        | [ ۳۴ ]               |

## مجموعه اینترنتی
| سال  | عنوان                      | نقش         | توضیحات     | منابع  |
| ---- | -------------------------- | ----------- | ----------- | ------ |
| ۲۰۱۶ | اولین بوسه برای هفتمین بار | لی جونگ سوک | قسمت‌های ۶–۷ | [ ۳۵ ] |

## برنامه تلویزیونی
| سال  | عنوان     | نقش  | توضیحات                                     | منابع  |
| ---- | --------- | ---- | ------------------------------------------- | ------ |
| ۲۰۱۲ | اینکیگایو | مجری | ۳ ژوئن – ۱۹ اوت ۲۰۱۲ ۲۶ اوت – ۲ دسامبر ۲۰۱۲ | [ ۳۶ ] |

## حضور در موزیک ویدئو
| سال  | عنوان                          | آرتیست     | منابع  |
| ---- | ------------------------------ | ---------- | ------ |
| ۲۰۰۹ | «اهمیت نمیدم» (I Don't Care)   | توانی‌وان   | [ ۳۷ ] |
| ۲۰۱۱ | «بازی نکن» (Don't Play Around) | چی چی      |        |
| ۲۰۱۲ | «لاست» (Lost)                  | نیکول جانگ | [ ۳۸ ] |
| ۲۰۱۵ | «ولنتاین من» (My Valentine)    | جونگ یوپ   | [ ۳۹ ] |
| ۲۰۱۶ | «عشق یعنی» (Love is)           | داویچی     | [ ۴۰ ] |